# Самерс-Пойнт (Нью-Джерсі)
Самерс-Пойнт (англ. Somers Point) — місто (англ. city) в США, в окрузі Атлантик штату Нью-Джерсі. Населення — 10 469 осіб (2020).

## Географія
Самерс-Пойнт розташований за координатами 39°18′58″ пн. ш. 74°36′24″ зх. д. / 39.31611° пн. ш. 74.60667° зх. д. (39.316080, -74.606770).  За даними Бюро перепису населення США в 2010 році місто мало площу 13,36 км², з яких 10,44 км² — суходіл та 2,92 км² — водойми.

## Демографія
Згідно з переписом 2010 року, у місті мешкало 10 795 осіб у 4655 домогосподарствах у складі 2827 родин. Було 5556 помешкань
Расовий склад населення:
| - 78,7 % — білих - 10,7 % — чорних або афроамериканців - 3,1 % — азіатів - 0,3 % — корінних американців - 0,1 % — вихідців з тихоокеанських островів - 4,2 % — осіб інших рас |

До двох чи більше рас належало 3,0 %. Частка іспаномовних становила 9,5 % від усіх жителів.
За віковим діапазоном населення розподілялося таким чином: 21,3 % — особи молодші 18 років, 64,1 % — особи у віці 18—64 років, 14,6 % — особи у віці 65 років та старші. Медіана віку мешканця становила 41,4 року. На 100 осіб жіночої статі у місті припадало 88,5 чоловіків;  на 100 жінок у віці від 18 років та старших — 84,5 чоловіків також старших 18 років.
Середній дохід на одне домашнє господарство  становив 65 637 доларів США (медіана — 50 450), а середній дохід на одну сім'ю — 79 073 долари (медіана — 62 900). Медіана доходів становила 47 048 доларів для чоловіків та 38 730 доларів для жінок. За межею бідності перебувало 12,8 % осіб, у тому числі 20,1 % дітей у віці до 18 років та 4,9 % осіб у віці 65 років та старших.
Цивільне працевлаштоване населення становило 5500 осіб. Основні галузі зайнятості: освіта, охорона здоров'я та соціальна допомога — 26,3 %, мистецтво, розваги та відпочинок — 24,8 %, роздрібна торгівля — 9,4 %, науковці, спеціалісти, менеджери — 8,2 %.